# Болдешть-Гредіштя
Болдешть-Гредіштя, Болдешті-Гредіштя (рум. Boldești-Grădiștea) — комуна у повіті Прахова в Румунії. До складу комуни входять такі села (дані про населення за 2002 рік):
- Болдешть (992 особи) — адміністративний центр комуни
- Гредіштя (992 особи)

Комуна розташована на відстані 59 км на північний схід від Бухареста, 42 км на схід від Плоєшті, 131 км на південний захід від Галаца, 114 км на південний схід від Брашова.

## Населення
За даними перепису населення 2002 року у комуні проживали 1984 особи, усі — румуни. Усі жителі комуни рідною мовою назвали румунську.
Склад населення комуни за віросповіданням:
| Релігія      | Кількість осіб | Відсоток |
| ------------ | -------------- | -------- |
| православні  | 1911           | 96,3%    |
| адвентисти   | 45             | 2,3%     |
| бретрени     | 7              | 0,4%     |
| лютерани     | 5              | 0,3%     |
| реформати    | 4              | 0,2%     |
| не релігійні | 3              | 0,2%     |

## Зовнішні посилання
- Дані про комуну Болдешть-Гредіштя на сайті Ghidul Primăriilor